# Постояльское
Постояльское — пересыхающее озеро (по другим данным - урочище) в Костанайском районе Костанайской области Казахстана. Находится в 10 км к западу от Майколь.
По данным топографической съёмки 1958 года, площадь поверхности озера составляет 1,9 км². Наибольшая длина озера — 1,7 км, наибольшая ширина — 1,4 км. Длина береговой линии составляет 5,2 км, развитие береговой линии — 1,06. Озеро расположено на высоте 188,5 м над уровнем моря.